# Манада, Флоранс
Флоранс Манада (фр. Florence Masnada, род. 16 декабря 1968 года, Визий) — французская горнолыжница, призёр Олимпийских игр и чемпионата мира, победительница этапа Кубка мира. Универсал, успешно выступала во всех дисциплинах горнолыжного спорта.
В Кубке мира Манада дебютировала 20 декабря 1988 года, в январе 1995 года одержала свою единственную в карьере победу на этапе Кубка мира, в супергиганте. Кроме этого, имеет на своём счету 7 попаданий в тройку лучших на этапах Кубка мира, большинство из которых — в скоростных дисциплинах. Лучшим достижением в общем зачёте Кубка мира, является для Маснады 11-е место в сезоне 1996/97. В сезоне 1990/91 завоевала малый Хрустальный глобус, в зачёте комбинации.
На Олимпийских играх 1992 года в Альбервиле завоевала бронзовую медаль в комбинации, была 19-й в супергиганте, так же стартовала в слаломе, но сошла с дистанции.
На Олимпийских играх 1994 года в Лиллехаммере заняла 13-е место в скоростном спуске 14-е место в супергиганте и 7-е место в комбинации, кроме того, стартовала в слаломе, но сошла с дистанции в первой попытке.
На Олимпийских играх 1998 года в Нагано завоевала бронзовую медаль в скоростном спуске, кроме этого, была 18-й в супергиганте и 6-й в комбинации.
За свою карьеру участвовала в четырёх чемпионатах мира, на чемпионате мира 1999 года завоевала бронзу в комбинации.
Использовала лыжи производства фирмы Salomon. Завершила спортивную карьеру в 1999 году, в дальнейшем работала спортивным телекомментатором канала Eurosport.
В 1998 году участвовала в шоу «Форт Боярд», с командой выиграла сумму, равную 96 010 франков (современные 14 637 евро).

## Победы на этапах Кубка мира (1)
| № | Сезон   | Дата        | Место               | Дисциплина  |
| - | ------- | ----------- | ------------------- | ----------- |
| 1 | 1994/95 | 14 янв 1995 | Гармиш-Партенкирхен | Супергигант |